# Marava arachidis
Marava arachidis är en tvestjärtart som först beskrevs av Yersin 1860.  Marava arachidis ingår i släktet Marava och familjen Labiidae. Inga underarter finns listade i Catalogue of Life.